# Elkhart (Indiana)
Pour les articles homonymes, voir Elkhart.
Elkhart est une ville du comté d'Elkhart, situé dans l'Indiana, aux États-Unis.

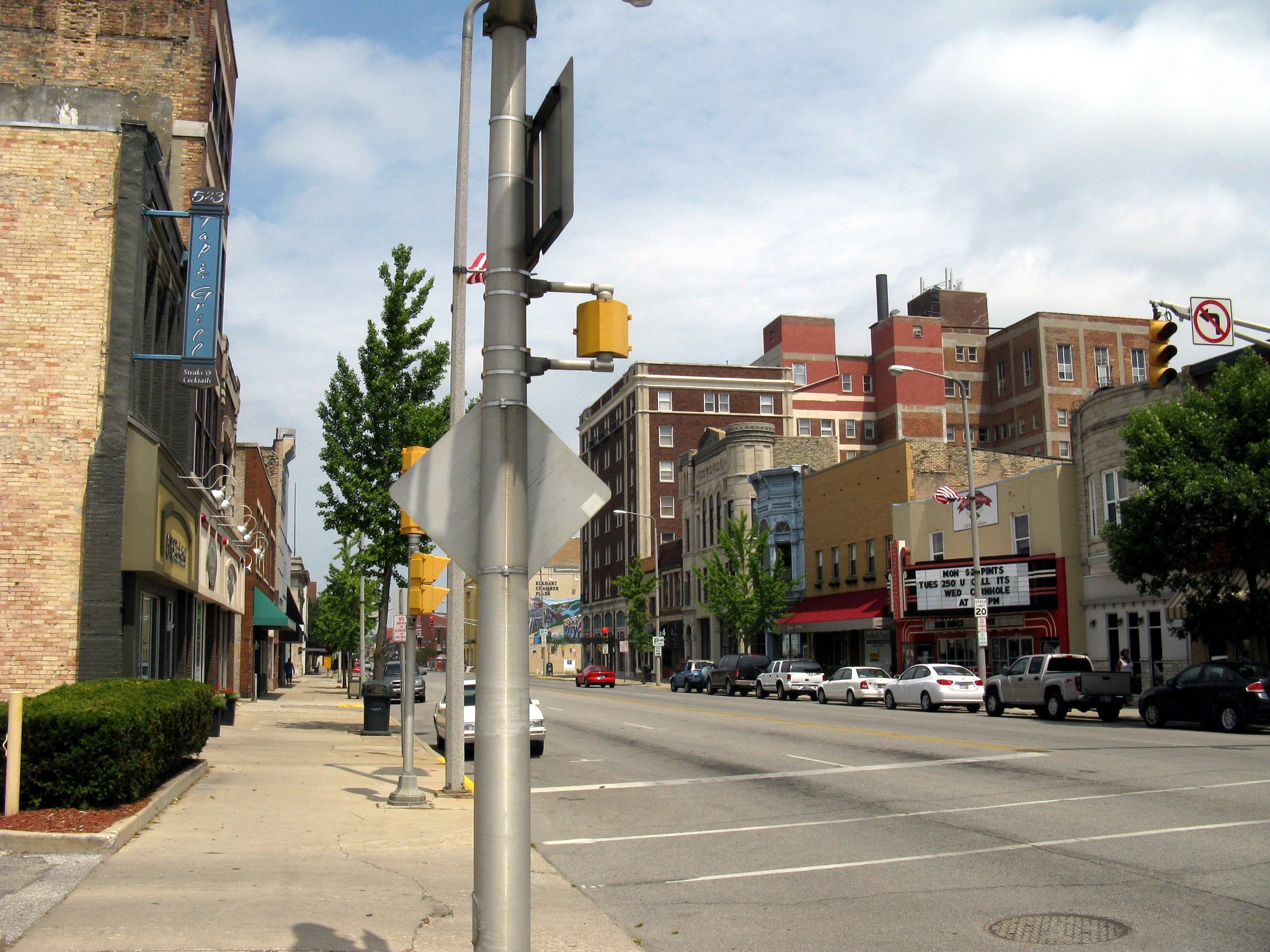
Rue Main au centre-ville d'Elkhart

La ville est le siège de la Adams & Westlake.

## Personnalités
Lindsay Benko (1976-), nageuse américaine spécialiste de la nage libre, championne olympique en relais en 2000.